# Exekution (Zwangsvollstreckung)
Der Begriff Exekution bezeichnet in Österreich ein gerichtliches Zwangsvollstreckungsverfahren. Grundlage für diese Verfahren ist die Exekutionsordnung. Ein Exekutionsverfahren wird auf Antrag des Gläubigers eingeleitet, wenn der Verpflichtete oder Schuldner die durch ein Gerichtsurteil oder einen anderen Exekutionstitel bestimmten Pflichten nicht erfüllt, etwa bei Zahlungsverzug. Die unmittelbare  Vollstreckung obliegt einem Vollstreckungsorgan des jeweiligen Bezirksgerichts, in der Regel einem Gerichtsvollzieher.
Bei einer Gehaltsexekution wird der ausstehende Betrag direkt beim Arbeitgeber des Schuldners eingetrieben. Der gepfändete Betrag wird dabei bei der Lohnverrechnung vom ausstehenden Gehalt abgezogen und dem Gläubiger direkt überwiesen.
Bleibt der aushaftende Kredit oder der Wechsel weiterhin ungedeckt, kann die Exekution bis zur Zwangsversteigerung oder Pfändung bis auf das Existenzminimum führen.